# Alain Carré
Alain Carré, né le 18 juillet 1960, est un metteur en scène, comédien et directeur artistique français. Il se produit en Belgique, en Suisse et en France, ainsi qu’en Allemagne, en Pologne, au Maroc, en Israël, au Brésil et en Espagne depuis plusieurs années. Il met en scène et interprète de nombreux spectacles avec François-René Duchâble, célèbre pianiste français,,.

## Biographie

### Théâtre
Alain Carré met en scène et interprète un répertoire diversifié, du théâtre classique au théâtre contemporain en passant par des adaptations en musique et des mises en scène d'opéra. Il a par exemple adapté sous forme de monologue Ainsi parlait Zarathoustra de Nietzsche, qu’il joue au Théâtre du Crève-cœur de Genève en novembre 2005.
Il met aussi en scène et interprète Le Journal d’un Génie de Salvador Dali en 1984, La Chanson de Roland et les Lettres à un Jeune Poète de R.M Rilke en 1992  et les fables de Jean de La Fontaine.
En 2013 il crée Dom Juan de Molière, pièce où se mêlent combats d’épée, cirque et flamenco, dans laquelle il joue le rôle de Don Juan. Il adapte également Le Cid de Corneille en 2006, La Maladie de la Mort de Marguerite Duras en 2007 et, en 2008, Les Caprices de Marianne d’Alfred de Musset.
Comme pièce contemporaine, il adapte entre autres Les Combustibles d’Amélie Nothomb et La Nuit de Valognes d’Eric Emmanuel Schmitt.
Depuis 2011 il se consacre régulièrement à la mise en scène de procès intentés à des personnages célèbres tels que Socrate ou Baudelaire.
En 2012 il a ainsi interprété et mis en scène le procès des Fleurs du mal de Baudelaire durant quatre soirs au Théâtre les Salons à Genève, durant lesquels se sont affrontés Marc Bonnant et Bernard-Henri Lévy. Au Grand Théâtre de Genève en 2013 et 2014, les trois orateurs se sont à nouveau réunis durant quatre soirées autour du Cas Wagner – Wagner était-il antisémite ?
En 2015 dans le cadre des représentations d’Iphigénie en Tauride et de Médée au Grand Théâtre de Genève, il met en scène deux plaidoiries-spectacles respectivement consacrées aux personnages centraux de ces deux mythes : Iphigénie et Médée, dans lesquelles il jouera aux côtés de Marc Bonnant et Bernard-Henri Lévy, ainsi qu’Isabelle Caillat.
En parallèle à la mise en scène et à son activité de comédien, il crée de nombreux spectacles mêlant musique classique et monologue, notamment avec François-René Duchâble. Ensemble ils sont à l’origine d’une soixantaine de spectacles inspirés par les écrits de musiciens et d’écrivains célèbres : À la table de George Sand – spectacle autour de l’écrivaine et des musiciens qu’elle a fréquentés, notamment Frédéric Chopin -, Beethoven « Je deviens sourd », Berlioz « Le voyage d’hiver », Les Nuits Chopin-Musset, Liszt à La Lettre etc.

### Opéra
De ses rencontres avec Jean-Claude Malgoire, musicologue et chef d’orchestre français, ainsi que Gabriel Garrido, chef d’orchestre argentin, professeur au Conservatoire de Genève, naît une passion pour la mise en scène d’opéra. Il s’engage dans divers projets et crée une version médiévale des Carmina Burana, Didon et Enée de H. Purcell, La patience de Socrate de Telemann, Lélio de Berlioz, Le Bal masqué de Verdi et Les Noces de Figaro de Mozart. Alain Carré a reçu en 2012 aux côtés de la compositrice Sophie Lacaze le prix de l'Association Beaumarchais pour la création de leur opéra (rédaction du livret par Alain Carré, musique par Sophie Lacaze) Ainsi parlait Zarathoustra.

### Festival
Il est le directeur artistique du Festival des Lumières à Montmorillon depuis sa création il y a trois ans. Il a également été le directeur artistique du festival de théâtre Autour de Madame de Staël au Château de Coppet de 2011 à 2012 ainsi que codirecteur du Théâtre du Crève-Cœur avec Anne Vaucher à Genève de 2007 à 2010 et directeur artistique du Théâtre les Salons de Genève de 2010 à 2012.

### Enseignement
En tant que professeur, Alain Carré a donné trente ans durant des formations pour acteurs professionnels en Belgique, en France et en Suisse. On retrouve sa voix dans une cinquantaine de CD et dans de nombreux enregistrements réalisés pour France Culture.